# کاپیتولاسیون
کاپیتولاسیون (به فرانسوی: capitulation) یا قضاوت‌سپاری سپردن حق رسیدگی قضایی به جرایم اتباع و شهروندان یک کشور خارجی به نمایندهٔ حقوقی آن کشور است؛ این حق نخستین بار توسط خلفای عباسی و بعدها دولت عثمانیه به تجار و زائرین مسیحی داده شد تا با جرایم آن‌ها بر اساس قوانین دینشان برخورد شود.
کاپیتولاسیون که به آن «قضاوت کنسولی» نیز می‌گویند، در حقوق بین‌الملل به معنای هر گونه موافقت‌نامه‌ای است که در آن کشوری به کشور دیگر پروانه می‌دهد که از قوانین قضایی خود برای تمامی اتباع خود (نه فقط دیپلمات‌ها) که در داخل مرزهای آن کشور زندگی می‌کنند استفاده کند. کاپیتولاسیون (به معنی مثبت کلمه) چیزی شبیه حقوق برون‌مرزی (به فرانسوی Extraterritorialité) است. حقوقی که کشوری به اتباع کشور دیگر که در خاک آن سکنی دارند اعطا می‌کند و آن‌ها را از حاکمیت محاکم محلی معاف می‌نماید. امروزه بر پایه قرارداد وین درباره روابط سیاسی تنها نمایندگان سیاسی دولت‌ها در کشورهای دیگر و نمایندگان دولت در سازمان ملل متحد از چنین حقی با عنوان مصونیت دیپلماتیک برخوردار می‌باشند.

## پیشینه
مهاجرین یونانی در سواحل شمالی مصر در مسائل مدنی و جزائی تابع قواعد یونانی بودند (نه مصری)، همچنین در عصر امپراتوری روم، رومی‌ها در سرزمین‌های متصرفاتی در صورت ارتکاب جرم، فقط توسط کنسول رومی مقیم در آن سرزمین محاکمه می‌شدند و…
اگرچه موارد فوق نوعی از کاپیتولاسیون اِعمال می‌شد.
اما به‌طور مشخص کاپیتولاسیون در آغاز بین حکمرانان اروپایی و سلطان‌های عثمانی بسته شد. سلطان‌های عثمانی بدین سبب این موافقت‌نامه را با اروپا امضا کردند که نمی‌خواستند دخالتی در قضاوت بر بازرگانان و زیارت کنندگان مسیحی داشته باشند.
در تاریخ کشورهای مستقل دیپلمات‌ها همواره از جایگاه ویژه‌ای برخوردار بوده‌اند. عملکرد آنان برای گفتگو دربارهٔ موافقتنامه‌ها بین کشورها مستلزم مزایای ویژه می‌باشد. فرستاده از سوی یک کشور دیگر معمولاً به عنوان میهمان از وی پذیرایی می‌شود. گفتگوها و ارتباط با کشور پذیرنده سری است و آزادی آن‌ها از قوانین کشور پذیرنده از لزومات نخستین است.
بستن چنین قراردادهایی در آغاز به سبب تفاوت قوانین در کشورهای مسیحی و کشورهای تابع قوانین اسلام بود. در کشورهای اسلامی قوانین شریعت اسلام برقرار بود. در اروپا و کشورهای اروپایی قوانین توسط مردم یا مجلس یا پادشاهان آن کشور وضع شده بود. بدین روی پرسشی که همواره وجود داشت این بود که اگر شخصی که تابعیت یک کشور مسیحی را دارد و به یک کشور مسلمان سفر می‌کند چه قانونی دربارهٔ وی صدق می‌کند و از آنجایی که این دو سامانه با یکدیگر مغایرت داشتند و دارند.
مورخان ایتالیایی گفته‌اند نخستین بار در سال ۱۴۵۳ میلادی پس از فتح قسطنطنیه بیگانگان توانستند کاپیتولاسیون را بنفع اتباع خود از دولت عثمانی بگیرند. شماری هم منشأ کاپیتولاسیونرا سال ۱۵۳۵ میلادی زمان توافق فرانسوای دوم پادشاه فرانسه با پادشاه عثمانی سلیمان پاشا می‌دانند. توافقی که البته بعداً تکمیل شد.
نخستین پیمان در دنیا که دربارهٔ موقعیت و وضعیت شهروندان خارجی در ۲۰ مارس ۱۶۰۴ بین پادشاه فرانسه هنری چهارم و احمد اول سلطان عثمانی بسته شد. این قرارداد دوستانه دارای چند فصل، یا به زبان لاتین «کاپیتول»، بوده‌است.
نخستین فصل دربارهٔ موقعیت و وضعیت اتباع بیگانه در ۲۰ مارس ۱۶۰۴ بین پادشاه فرانسه هنری چهارم و احمد اول سلطان عثمانی بسته شد دارای دو فصل جداگانه برای امنیت زیارت کنندگان مسیحی و روحانیون مسیحی وضع شده بود. این دو فصل عبارتند از:
- فصل چهار: ما امید داریم که مردم کشور و شاهزادگان فرانسه و کشورهای دوست، آزادانه بتوانند عتبات اورشلیم را زیارت کنند و کسی جلوی آن‌ها را نخواهد گرفت یا مورد اذیت واقع نخواهند شد.
- فصل پنجم: به علاوه برای اینکه جایگاه و دوستی پادشاه مورد احترام باشد ما می‌خواهیم که روحانیون مسیحی که در اورشلیم زندگی می‌کنند و در کلیسای "برخاستن مسیح از مرگ" خدمت گزاری می‌کنند بدون هیچ‌گونه پروانه ویژه و کنترل، رفت‌وآمد بنمایند و اینکه این روحانیون با صلح و امنیت و مورد استقبال قرار گیرند، در حفاظت باشند، مورد پشتیبانی قرارگیرند و برای انجام خدمات خود نیز مورد کمک قرار گیرند. "[۶]

نتیجه این قرارداد دوستانه این بود که در اورشلیم یک میسیون کاتولیک بنا گردید. این قرارداد تنها برای کسانی که به‌طور موقت در کشوری می‌آیند و پس از مدتی آن جا را ترک می‌کنند وضع شد. با این دو کاپیتول مهم‌ترین پایه‌های حقوق دیپلماتیک بنیان نهاده شد:
- نخست: اینکه رفت‌وآمد بدون اجازه ویژه کشور میهمان امکان‌پذیر شد،
- دوم: کشور پذیرنده یا میهمان دیپلمات‌ها را دوستانه پذیرفت،
- سوم: میسیونرهای مذهبی همواره مورد حمایت قرار گرفتند و مورد آسیب و اذیت واقع نشدند.
- چهارم: در انجام خدمتشان موردی پشتیبانی دولت قرارگرفتند
- پنجم: در مواقع اضطراری که کمک واقع شدند
- ششم: سلامتی کارمندان مورد تضمین قرار گرفت که بدون جراحت و آسیب بدنی خدمت کنند و مورد حمله قرار نگیرند.

در دوران سلطنت لویی چهاردهم در فرانسه هم چنین در پنجم ژوئن ۱۶۷۳ قرارداد دیگری با محمد چهارم سلطان عثمانی امضا شد. در این قرارداد حقوقی که در کاپیتول چهارم و پنجم قرارداد پیشین آورده شده بود تأیید شد و چهار کاپیتول دیگر که دربارهٔ مسایل حقوقی بود نیز اضافه و امضا شد. در این چهار فصل حق کاپیتولاسیون شامل همه کسانی که مسیحی بودند نه فقط برای اورشلیم بلکه برای شهرهای دیگر چون ازمیر، پورت سعید و اسکندریه و دیگر بندرهای دولت عثمانی نیز شد.
۲۸ ماه مه ۱۷۴۰ بین لویی پانزدهم و محمود اول سلطان دولت عثمانی قراردادی امضا شد که در آن قرارداد حق حمایت یا کاپیتولاسیون برای همه روحانیون مسیحیان که در تمامی شهرهای زیر سلطه دولت عثمانی زندگی می‌کردند تأیید شد و هم چنین که حق این را داشته باشند که خرید و فروش و دیگر اعمال تجاری را انجام دهند.
در تمام قراردادهای دیگر بین دولت فرانسه و دولت عثمانی این حقوق در بخش حق کاپیتولاسیون نامیده شد. از این قرارداد در متن‌های ترکی کلمه عهدنامه به کاربرده شده‌است.